# لفاع مذيل
اللِّفاع المُذيَّل هو قطعة من الملابس تُرتدى على الكتفين على شكل وشاح أو رداء. تطور اللفاع المذيل في القرن الرابع عشر من الأكمام الطويلة وعادة ما يكون لها طرف واحد يتدلى إلى الركبتين.

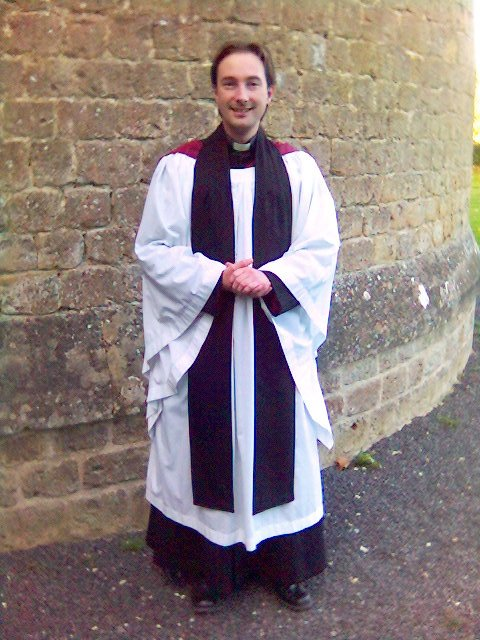
كاهن أنجليكاني يرتدي لِفاعًا مذيلًا أسودًا.